# معترسة شحرورية
معترسة شحرورية (الاسم العلمي:Syngamus merulae) (بالإنجليزية: Eurasian blackbird Gapeworm)‏ هي نوع من الديدان الأسطوانية تتبع جنس المعترسة من فصيلة المعترسات.